# Composizione (De Rocchi)
Composizione è un dipinto di Francesco De Rocchi. Eseguito nel 1952, appartiene alle collezioni d'arte della Fondazione Cariplo.

## Descrizione
Si tratta di una natura morta con fiori ed altri oggetti, elaborata su motivi ricorrenti nella produzione di De Rocchi, quali la contrapposizione, volta a ricreare un'atmosfera vagamente metafisica, fra lo sfondo geometrico di pannelli regolari e il naturalismo del vaso in primo piano. I colori sono chiari e tenui, come usuale nella tavolozza dell'autore.

## Storia
Il dipinto venne esposto alla Biennale di Brera del 1953, presso la Società Permanente, e in quell'occasione fu acquistato dalla Fondazione Cariplo.